# 觀點 (法國雜誌)
《觀點》（法語：Le Point），又稱《觀點週刊》，是法國的新聞時事週刊雜誌，出版商是巴黎的阿提米斯集團。

## 概要
屬性是保守、中間偏右。1972年9月1日創刊，發行量約每週41萬册。

## 外部連結
- Le Point （页面存档备份，存于）